# پای‌رود

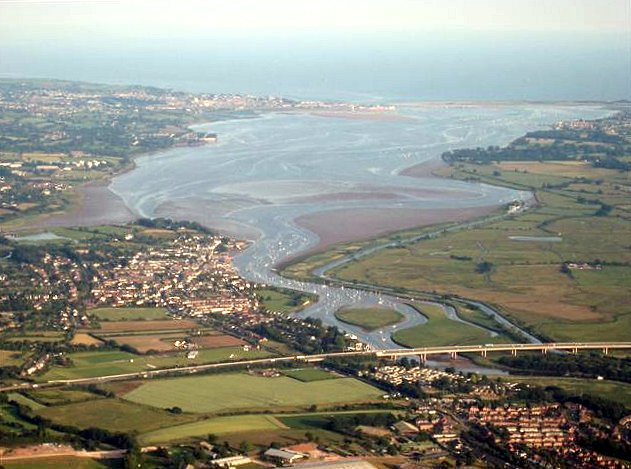
پای‌رود رود اکس در انگلستان

پای‌رود یا مصب یا خورِ رودخانه‌ای (به فرانسوی: estuaire) توده‌ای نیمه‌محصور از آب‌های ساحلی در جایی که آب دریا با آب‌های شیرین، مخلوط و رقیق می‌شود، گویند. به‌بیان دیگر مَدخلِ قیف‌مانندِ ورودیِ رودخانه به دریا که بر اثر بالا آمدن سطح دریا یا فرونشینی زمین سیلابی دهانهٔ رودخانه ساخته شده‌باشد، پای‌رود گویند.
به موجی که در پای‌رود در هنگام مَد پدید می‌آید اصطلاحاً "آبخیزِ کِشَندی" گفته می‌شود.